# Nationaal park Alejandro de Humboldt
Nationaal park Alejandro de Humboldt is gelegen in de Cubaanse provincies Holguín en Guantánamo. Het nationaal park is vernoemd naar de Duitse wetenschapper Alexander von Humboldt, die het eiland in 1800 en 1801 bezocht. Het park heeft een oppervlakte van 711,38 km². El Toldo is met zijn 1.168 m het hoogste punt van het park.
Zestien van de achtentwintig inheemse plantensoorten worden in het park beschermd. De aanwezige fauna in het park bestaat uit verschillende soorten papegaaien, hagedissen, kolibries, hutia's en de met uitsterven bedreigde almiqui.
Het park staat sinds 2001 op de werelderfgoedlijst van UNESCO en is in Cuba een site van internationaal belang.
- Gemeinsame Normdatei: 4843049-3
- Library of Congress Control Number: sh2016000672
- Nationale Bibliotheek van Israël: 987007394690305171
- Virtual International Authority File: 246987666

Oud Havana en zijn vestingwerken · Trinidad en Valle de los Ingenios · Castillo de San Pedro de la Roca · Nationaal park Desembarco del Granma · Viñales-vallei · Archeologisch landschap van de eerste koffieplantages in het zuidoosten van Cuba · Nationaal park Alejandro de Humboldt · Historisch centrum van Cienfuegos · Historisch centrum van Camagüey